# Crisi del maggio 1958 in Francia
La Crisi del maggio 1958 in Francia, anche nota come il Putsch di Algeri o il Golpe del 13 maggio, è stata una crisi politica in Francia nel corso dei tumulti della Guerra d'indipendenza algerina (1954-1962). Si ritiene che tale evento portò, assieme ad altri fattori, al collasso della Quarta repubblica francese e all'instaurazione della successiva Quinta repubblica francese guidata dal Generale francese Charles de Gaulle, il quale tornò al potere dopo un'assenza dalla scena politica di 12 anni.
La crisi iniziò con una rivolta di carattere politico ad Algeri il 13 maggio 1958, per poi mutare in un colpo di Stato militare guidato da una coalizione guidata dal parlamentare e ufficiale paracadutista in riserva Pierre Lagaillarde, i Generali francesi Raoul Salan, Edmond Jouhaud, Jean Gracieux e Jacques Massu, e dall'Ammiraglio e Comandante della Flotta del Mediterraneo Philippe Auboyneau.
Il colpo di Stato fu sostenuto dal Generale ed ex-Governatore coloniale dell'Algeria, Jacques Soustelle e gli attivisti a lui vicini.
Il colpo di Stato ebbe l'obbiettivo di opporsi alla formazione del nuovo governo guidato dal Primo ministro Pierre Pflimlin e per forzare un cambio di politiche che fossero maggiormente a favore dei partigiani di destra dell'Algeria francese.

## Contesto
Le frequenti crisi di governo fecero in modo che l'attenzione di quegli anni fosse concentrata sull'instabilità insita nella Quarta repubblica francese, e non fecero altro che accrescere i timori dell'Esercito francese e dei Pieds-Noirs (cosiddetti francesi di Algeria) che la situazione securitatia dell'Algeria francese, un dipartimento d'oltremare della Francia ai sensi della Costituzione del 1947, stesse venendo minata dalle dinamiche politiche dei partiti. I Comandanti dell'esercito si irritarono per ciò che consideravano fosse un sostegno inadeguato e inefficiente supporto del governo centrale agli sforzi militari condotti per porre fine alla guerra d'Algeria. Era diffuso il sentimento che fosse imminente un'altra sonora sconfitta come quella in Indocina del 1954, e che il Governo francese avrebbe ordinato un altro ritiro precipitoso dall'Algeria, sacrificando l'onore francese per una convenienza politica. Il risultato del golpe del 13 maggio 1958 fu quello di portare nuovamente al potere il Generale De Gaulle.

## Il colpo di Stato del 13 maggio 1958
Dopo il suo mandato come Governatore coloniale dell'Algeria francese, Jacques Soustelle tornò in Francia per organizzare il sostegno per il ritorno al potere di Charles de Gaulle, mantenendo al contempo stretti legami con l'esercito e i coloni francesi. Già a inizio 1958, Soustelle aveva pianificato un colpo di Stato, mettendo insieme ufficiali dell'esercito dissidenti e funzionari coloniali assieme a gollisti simpatizzanti.

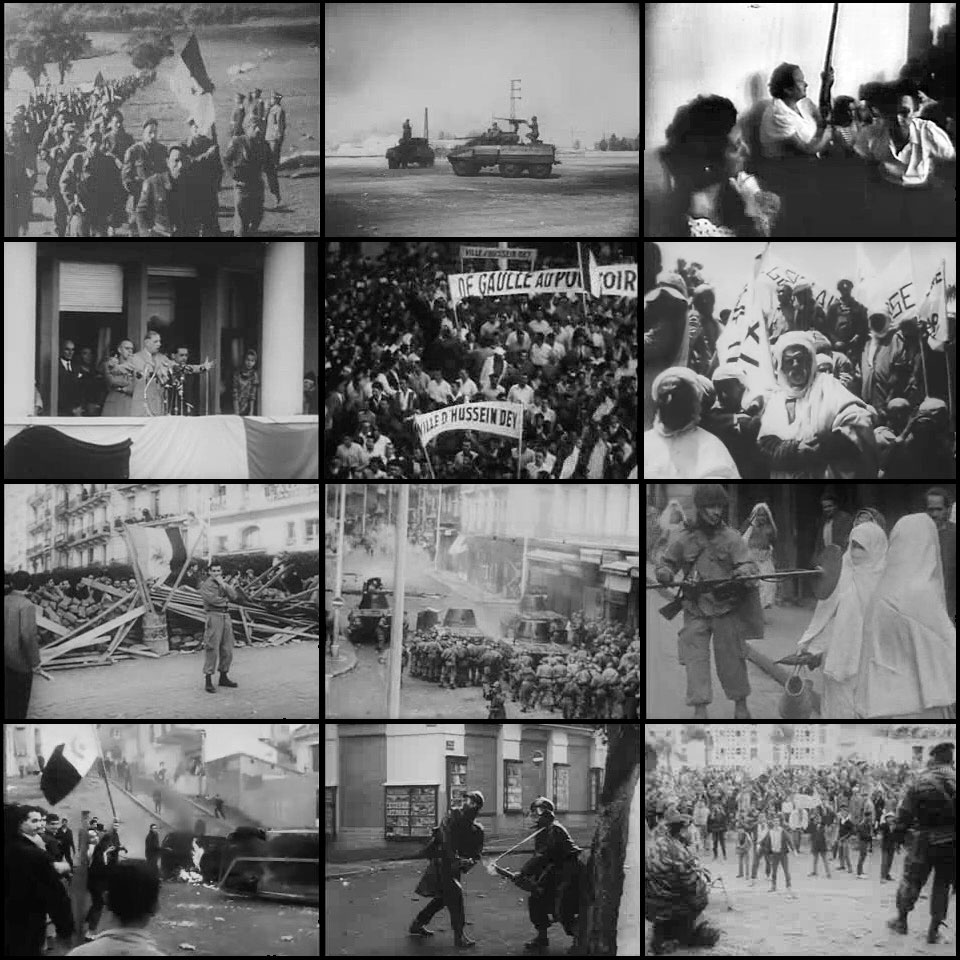

L'evento che spinse i militari ad agire fu la percezione che fosse ormai sicuro che il deputato del Movimento Repubblicano Popolare (MRP), Pierre Pflimlin sarebbe stato il successivo Primo ministro francese. Pflimlin non godeva di una reputazione positiva presso i militari algerini, proprio perché pareva fosse disposto a negoziare e dialogare con i ribelli algerini che chiedevano l'indipendenza. Dopo aver inviato un telegramma a Pflimlin in cui gli si chiedeva di rinunciare alla carica, il Comitato gollista di vigilanza ad Algeri indisse uno sciopero generale e delle manifestazioni per il 13 maggio, giorno in cui si sarebbe tenuto il voto d'investitura di Pflimlin all'Assemblea nazionale. I timori di una propensione al dialogo con i ribelli algerini furono confermati quando, il successivo 12 maggio, Pflimlin inviò degli emissari ad Algeri per incontrare degli alti ufficiali e consegnar loro una copia del discorso che egli avrebbe pronunciato il giorno successivo all'Assemblea nazionale. In tale discorso si teneva aperta la possibilità di negoziare con i ribelli algerini. La reazione del Generale Salan fu di forte opposizione, affermando che "le intenzioni del prossimo Primo ministro sono impossibili da accettare. E aggiungo che l'unico garante dell'Algeria francese è il Generale De Gaulle."

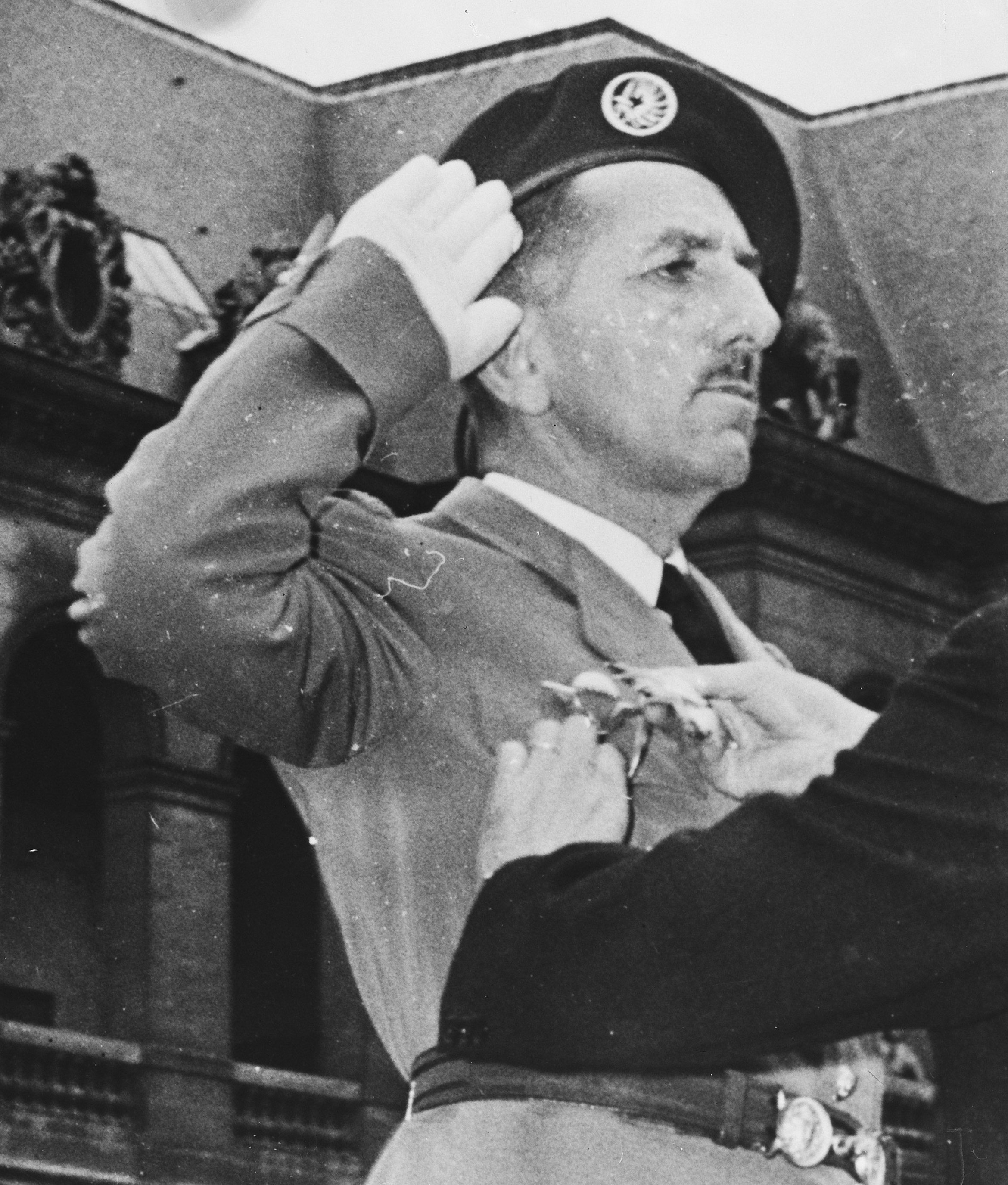
Il Generale francese Jacques Massu, che guidò i militari ribelli durante il golpe del 13 maggio 1958 ad Algeri.

Nella notte 13 maggio 1958, un gruppo di ufficiali militari di destra guidati dal Generale Jacques Massu, presero il potere ad Algeri e chiesero la formazione di un Governo di unità nazionale con la guida del Generale De Gaulle. Il Generale Raoul Salan assunse la guida del Comitato di salute pubblica formato per rimpiazzare le autorità civili e premette affinché venissero accolte le richieste della giunta militare secondo cui De Gaulle doveva essere nominato dal Presidente della Repubblica francese, René Coty, per presiedere un governo di unità nazionale investito di poteri straordinari e impedire "l'abbandono dell'Algeria". Salan annunciò alla radio che l'Esercito si era "provvisoriamente preso la responsabilità del destino dell'Algeria francese". Sotto le pressioni di Massu, il 15 maggio 1958 Salan declamò lo slogan Vive de Gaulle! dal balcone dell'edificio del Governatore coloniale dell'Algeria. De Gaulle replicò due giorni dopo, affermando che egli era pronto ad "assumere i poteri della Repubblica". Molti temerono che questa risposta fosse un supporto per le azioni dei militari, ed effettivamente così fu.

Durante un discorso pubblico alla stampa del 19 maggio, De Gaulle ribadì nuovamente che era a disposizione del Paese. Quando un giornalista citò le preoccupazioni di chi temeva che egli avrebbe violato le libertà e i diritti civili, De Gaulle replicò veementemente:
"Ho mai fatto ciò? Piuttosto il contrario, io li ho ristabiliti quando questi sono stati soppressi. Chi è che ritiene che, all'età di 67 anni, io possa iniziare una carriera come dittatore?"
Il 24 maggio, dei paracadutisti del distaccamento dell'Esercito francese in Algeria atterrarono in Corsica, prendendo controllo dell'isola francese in un'azione priva di qualsiasi spargimento di sangue. L'operazione era stata denominata Operazione Corsica (dal francese, Opération Corse). La reazione del governo centrale fu abbastanza timida, nel timore che le forze armate di stanza in Francia potessero unirsi alla ribellione. Il governo francese tentò di mettere in piedi un'azione militare per riprendere controllo dell'isola, ma abbandonò subito l'idea in seguito alla riluttanza della Marina francese nel contrapporsi militarmente a dei soldati francesi. Anche l'Aeronautica francese inviò degli aerei ad Algeri affinché potessero essere adoperati come mezzi di trasporto truppe in una successiva invasione della Francia.
Successivamente, si avviarono i preparativi in Algeria per l'Operazione Resurrezione (dal francese, Opération Resurrection), che aveva come obbiettivi la cattura della capitale Parigi e la destituzione del governo francese in carica attraverso l'impiego di truppe paracadutiste e divisioni corazzate di stanza a Rambouillet, nella periferia della capitale. L'Operazione Resurrezione sarebbe dovuta essere avviata nel caso di avvenimento di tre scenari ipotetici: se De Gaulle non fosse stato accettato come leader del Paese da parte del Parlamento francese, se De Gaulle avesse fatto richiesta esplicita di assistenza militare all'Esercito francese per prendere il potere o qualora si avesse la sensazione che il Partito Comunista Francese (PCF) si stesse attivando per prendere il potere in Francia.
I leader politici di diversi partiti concordarono sul sostenere il ritorno al potere di De Gaulle, con le eccezioni di François Mitterrand (allora Ministro nel governo socialista di Guy Mollet), Pierre Mendès-France (membro del Partito radicale ed ex-Primo ministro), Alain Savary (membro della Sezione Francese dell'Internazionale Operaia, SFIO). Mendès-France e Savary, contrari al sostegno a De Gaulle fornito dai rispettivi partiti di appartenenza, formarono successivamente nel 1960 il Partito Socialista Autonomo (Parti Socialiste Autonome, PSA), che confluì poi nel Partito Socialista Unificato (Parti Socialiste Unifié, PSU). Nell'occasione, il filosofo Jean-Paul Sartre, un noto ateo, avrebbe affermato: "Preferirei votare per Dio, almeno lui sarebbe più modesto di De Gaulle."

## Il ritorno di De Gaulle al potere (29 maggio 1958)

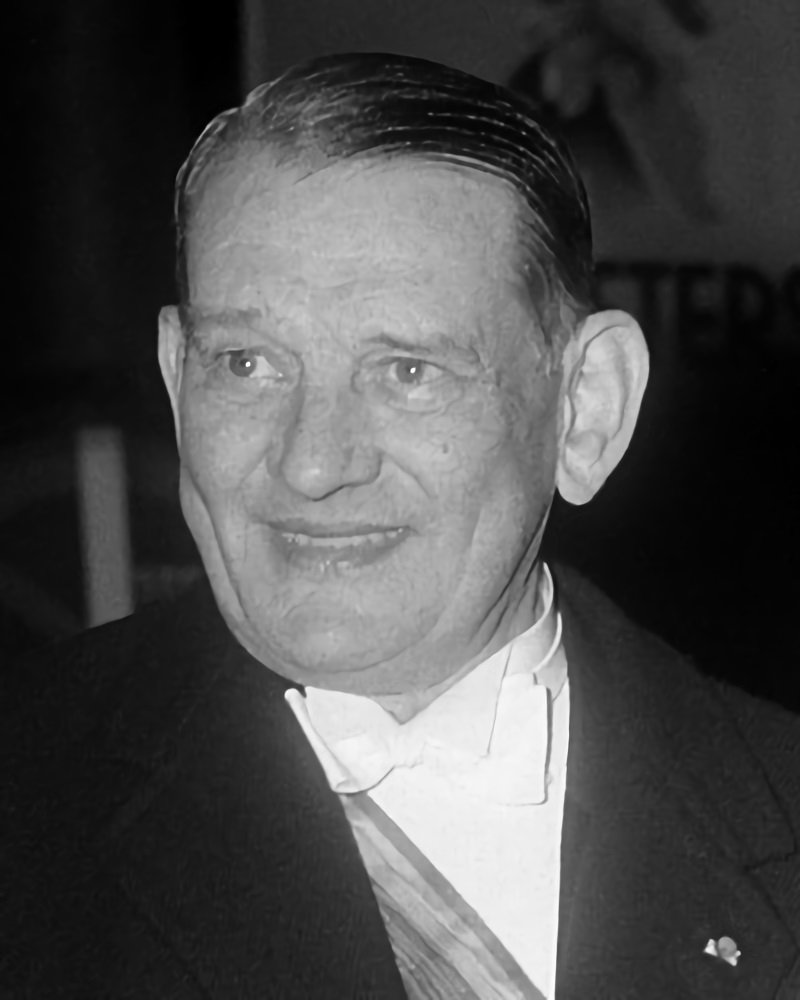
L'allora Presidente della Repubblica francese René Coty, fotografato nel 1954.

Il 29 maggio 1958, il Presidente della Repubblica francese, René Coty, riferì al Parlamento francese come la nazione si trovasse sull'orlo di una guerra civile, e che pertanto egli si stesse "rivolgendo verso il più illustre tra i francesi, verso l'uomo che, negli anni più bui della nostra storia, è stato il nostro leader per la riconquista della libertà e colui che rifiutò la dittatura per ristabilire la Repubblica. Chiedo al Generale De Gaulle di consultarsi con il Capo di Stato ed esaminare con egli ciò che, nel quadro della legalità repubblicana, è necessario per l'immediata formazione di un Governo di sicurezza nazionale e ciò che può essere fatto, in un tempo abbastanza breve, per attuare una profonda riforma delle nostre istituzioni."
De Gaulle accettò la proposta di Coty, a condizione che venisse elaborata una nuova costituzione che permettesse l'instaurazione di una Presidenza solida in cui un solo Capo di governo, il primo dei quali sarebbe stato De Gaulle stesso, potesse governare per un periodo di sette anni. Un'altra condizione era che gli venissero concessi poteri straordinari per un periodo di sei mesi.
Il nuovo governo di De Gaulle venne approvato dall'Assemblea Nazionale il 1º giugno 1958, con 329 voti contro 224, gli fu concesso il potere di governare per un periodo di sei mesi e il compito di redigere una nuova Costituzione.
La crisi del maggio 1958 mostrò che la Quarta Repubblica nel 1958 non godeva più di alcun sostegno da parte dell'Esercito francese in Algeria, e che fosse alla mercé dei militari anche in questioni politiche di natura civile. Questo netto cambiamento nell'equilibrio di potere nelle relazioni civili-militari in Francia nel 1958, assieme alla minaccia dell'uso della forza da parte dei militari, furono tra i principali fattori che hanno condotto al ritorno di De Gaulle al potere in Francia.

## La nuova Costituzione francese

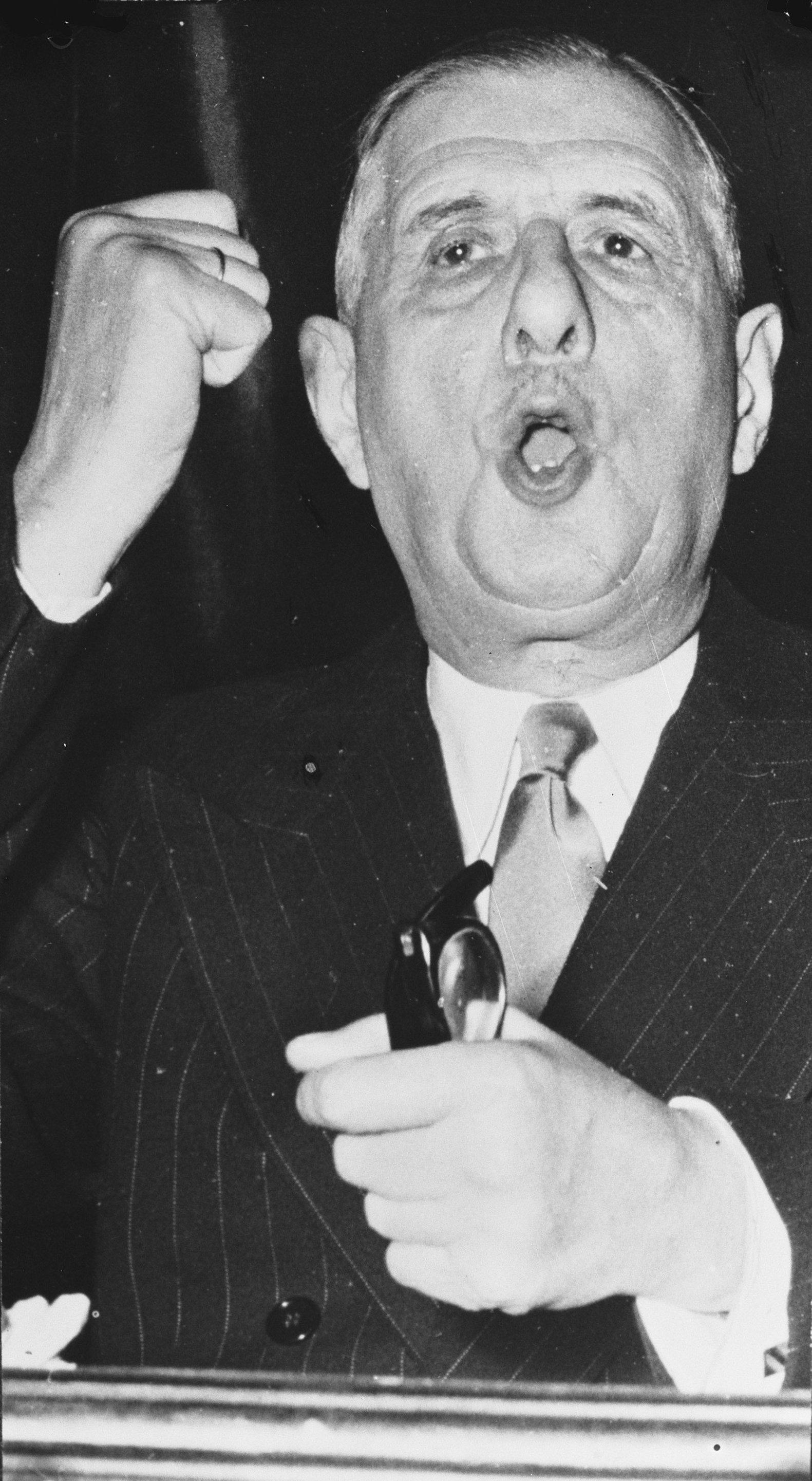
Charles de Gaulle, fotografato nel 1958.

De Gaulle incolpò le istituzioni della Quarta Repubblica per la debolezza politica della Francia: una lettura gollista che ancora oggi risulta popolare. Poiché fu egli a commissionare la nuova costituzione e ad essere responsabile della sua struttura generale, De Gaulle viene talvolta descritto come l'autore della Costituzione francese, nonostante questa sia stata in realtà redatta dal gollista Michel Debré durante l'estate del 1958. La bozza di Costituzione seguì attentamente le proposte di De Gaulle contenute nei suoi discorsi di Bayeux del 1946. Queste proposte suggerivano la creazione di un assetto istituzionale caratterizzato da un esecutivo forte e un regime presidenziale, in cui al Presidente della Repubblica fosse affidata la responsabilità di guidare il Consiglio dei ministri, in cui vigesse una forma di bicameralismo, e infine la previsione, con l'articolo 16, della concessione di "poteri straordinari" al Presidente in caso di proclamazione dello stato di emergenza.
Il 28 settembre 1958 si tenne il referendum costituzionale sulla Quinta Repubblica francese, col quale si chiese il parere dei cittadini francesi in merito alla bozza di Costituzione elaborata dal Comitato costituzionale consultivo e dal Parlamento, sotto la direzione di Michel Debré e Charles De Gaulle. I risultati elettorali riportarono il 79.2% dei voti a favore della nuova Costituzione e dell'istituzione della Quinta Repubblica. Alle colonie dell'Unione francese, di cui non faceva parte l'Algeria (dato che costituiva tre veri e propri dipartimenti della Francia), venne concessa la scelta in merito sia a una indipendenza immediata sia all'adozione della nuova Costituzione. Tutte le colonie votarono a favore della nuova Costituzione e la sostituzione dell'Unione Francese con la Comunità francese. L'unica eccezione fu la Guinea, che di conseguenza divenne la prima colonia francese in Africa a ottenere l'indipendenza, al costo dell'immediata cessazione di tutte le forme di sostegno da parte della Francia.
Nonostante la maggior parte della classe politica sostenesse De Gaulle, nel 1964, François Mitterrand, che si era già espresso contrario alla nuova Costituzione, ribadì la propria contrarietà alla presa di potere di De Gaulle, descrivendolo come un "colpo di Stato permanente".

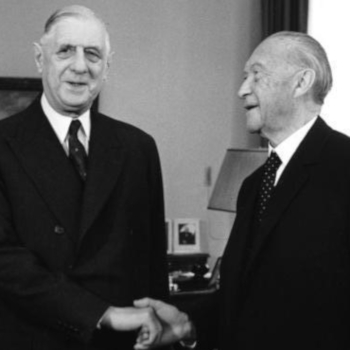
Charles de Gaulle e l'allora Cancelliere della Germania Ovest Konrad Adenauer, fotografati assieme nel 1958.

Il 21 dicembre 1958, De Gaulle venne eletto Presidente della Repubblica francese e della Comunità francese in Africa tramite elezione indiretta. La cerimonia di giuramento si tenne l'8 gennaio successivo. Tuttavia, ancor prima della sua elezione e investitura, De Gaulle si pose come legittimo interlocutore della Francia nei confronti degli altri attori internazionali. Difatti, il 14 settembre 1958 De Gaulle incontrò il Cancelliere della Germania Ovest, Konrad Adenauer presso la sua abitazione personale a Colombey-les-Deux-Églises; il 17 settembre 1958 inviò un memorandum all'allora Presidente degli Stati Uniti, Dwight D. Eisenhower,  in cui riaffermava il suo desiderio di indipendenza nazionale. E ancora, il 27 dicembre 1958 De Gaulle prese anche delle decisioni su tematiche economiche decidendo di ridurre il deficit pubblico della Francia.